# Fredericksburg (Indiana)
Fredericksburg è una CDP degli Stati Uniti d'America, situato nello Stato dell'Indiana, nella contea di Washington.